# Operación encubierta
Una operación encubierta es una operación planificada y que se ejecuta para ocultar no solo identidades de una persona. De ahí que:

«Una operación planeada y ejecutada para ocultar la identidad de su autor, tratando de obviar las consecuencias legales de ella. Una operación encubierta se diferencia de una operación clandestina en el énfasis para ocultar al hecho en vez de ocultar la operación per se».  (Fuente: The U.S. Department of Defense Dictionary of Military and Associated Terms — Joint Publication JP1-02)

.

## Definición
Esta es la definición usada por todas las agencias de inteligencia y grupos militares, incluyendo al  Comando Especial de Operaciones. Es aceptada (y, de facto, terminología británica) siendo reconocida por todas las naciones de la OTAN.
Básicamente, una operación encubierta es aquella que irá a ser conocida por el mundo o por el enemigo, pero la responsabilidad no será rastreada ni menos probada.
En otras palabras, agencias como la CIA tienen permitido cometer actos terroristas contra enemigos de Estados Unidos o para defender a sus aliados de tal forma que resulte imposible detectar quién estuvo detrás. El objetivo final es cometer crímenes sin que el gobierno pueda ser juzgado responsable. El detalle exacto de cómo funciona el sistema se puede encontrar en la Wikipedia en inglés, o bien en el NSC 5412/2 desclasificado en 1977.
«Encubierta» es confundida a menudo entre los militares o civiles con «sigilosa». El sigilo y el secreto son una de las características más deseadas de las planificaciones militares y para aproximarse a sus blancos. Provee el elemento sorpresa y reduce la resistencia. Pero el sigilo no es encubrimiento, y el encubrimiento no es sigilo. Una de los tipos de operaciones encubiertas, son las llamadas  Operaciones Negras o «Black Ops».

## Aspectos culturales

### Televisión
- Spooks
- I Spy
- Mission: Impossible, 1963–1966, 1988–1990
- The X-Files, 1993–2002
- Nikita, 1997–2001
- Alias, 2001–2006
- 24, 2001–2011
- Burn Notice, 2007–actualidad